# Valle del Bío-Bío
Valle del Biobío es una denominación de origen para vinos y otros productos vinícolas procedentes de la subregión vitícola homónima que se ajusten a los requisitos establecidos por el Decreto de Agricultura N.º 464 de 14 de diciembre de 1994, que establece la zonificación vitícola del país y fija las normas para su utilización como denominaciones de origen.
La subregión vitícola Valle del Biobío se encuadra dentro de la región vitícola del Sur y distinguiéndose dentro de esta subregión dos áreas viticolas que corresponden a 5 comunas a saber:
- El área vitícola de Yumbel, compuesta por las comunas administrativas de Yumbel y Laja
- El área vitícola de Mulchén, compuesta por las comunas administrativas de Mulchén, Nacimiento y Negrete

De acuerdo al Catastro Vitícola Nacional del año 2013, las viñas plantadas correspondientes a la región región del Bío-Bío, fueron 8.998,52 ha, de las cuales 1.449,71 ha se encuentran en la provincia de Biobío, de estas 1.260,41 corresponden a las comunas que conforman la subregión vitícola de Valle del Biobio según el decreto, mientras que 189,3 ha corresponden a las comunas de Cabrero, Los Ángeles y San Rosendo.
Adicionalmente, existen en la región del Bío-Bío, 188,94 ha correspondientes a cuatro comunas de la provincia de Concepción: Coronel, Hualqui, Santa Juana y Tomé.
En la subregión predomina la producción de vinos corrientes, elaborados a base de uva país, además de otros cepajes, entre los que destacan Chardonnay, Pinot Noir, Riesling, Gewürtztraminer y la Moscatel de Alejandría, que se utiliza mayormente para la producción de pisco.
Las áreas de viñedos ocupan unas 2800 ha, de las que unas 2300 están destinadas a la producción de uva común y otras 500 a uvas viníferas.